# 盖革计数器

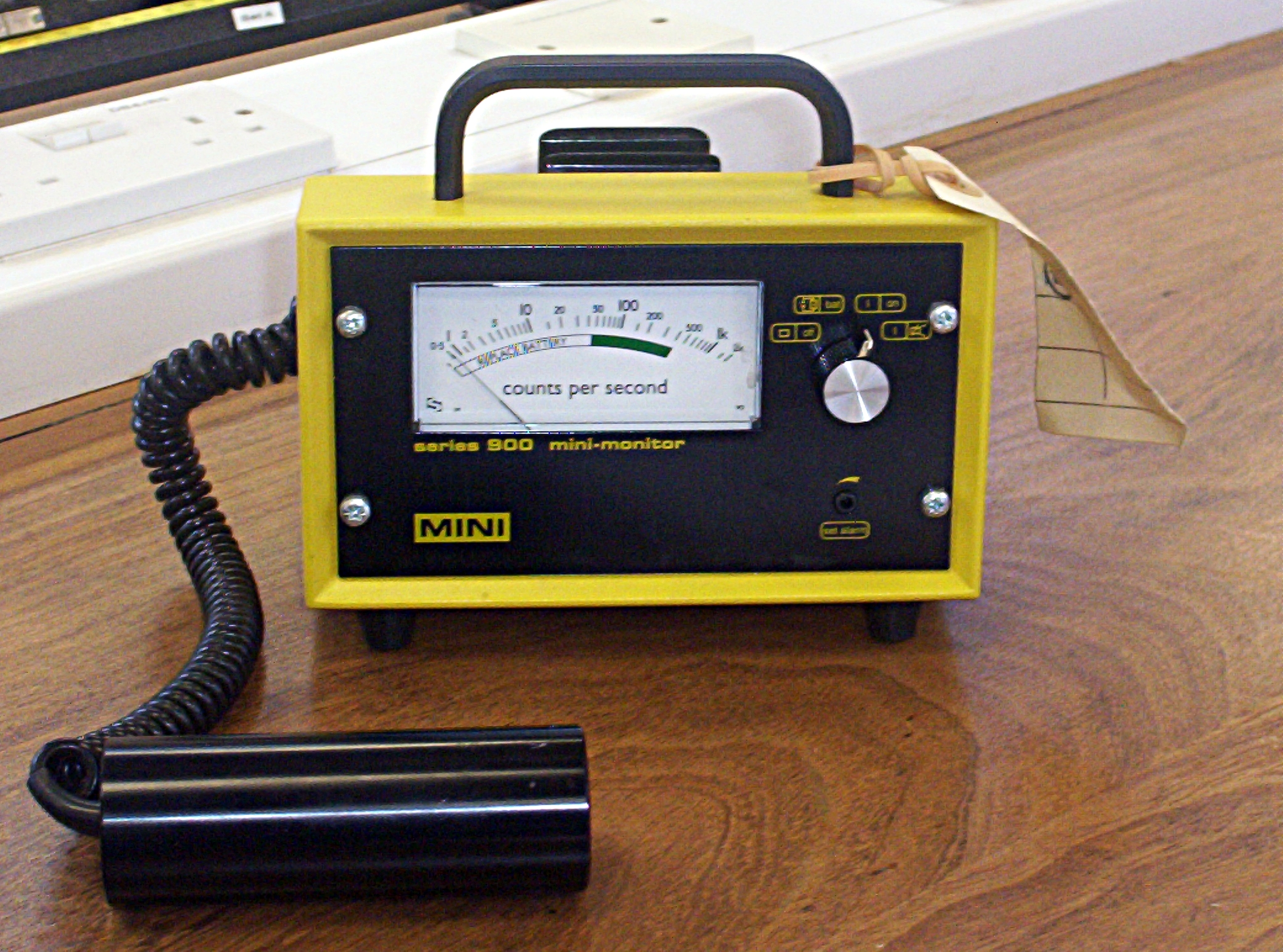
盖革计数器。图中左下角的黑色管是其探测器——盖革管。

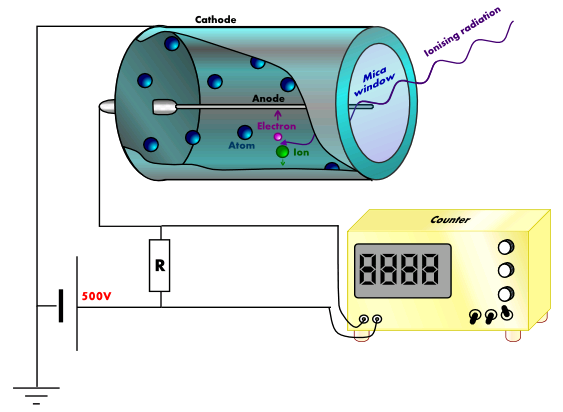
盖革计数器的原理图

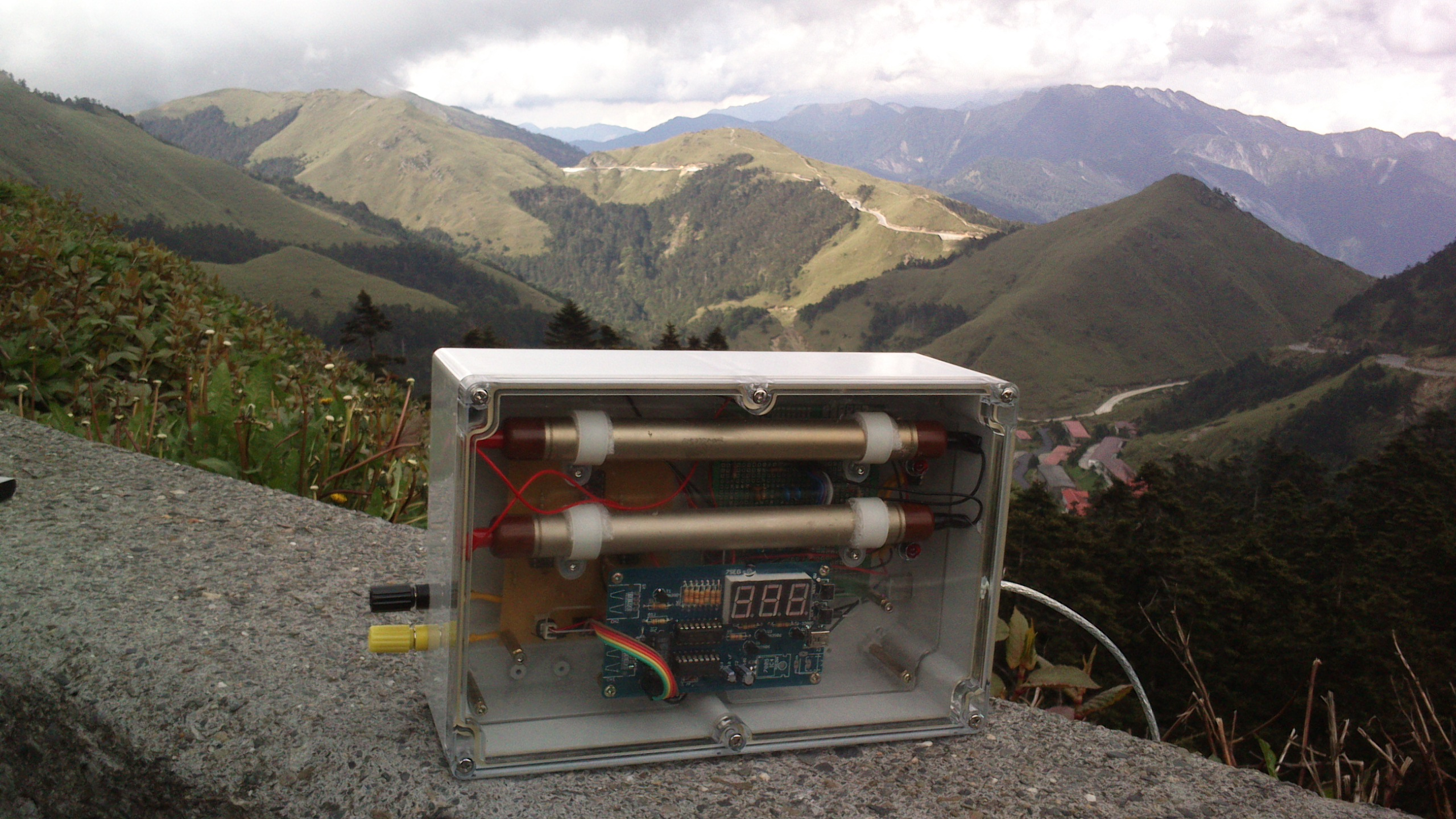
自製蓋格計數器，攝於合歡山武嶺

蓋格計數器（Geiger counter）又叫蓋格-米勒計數器（Geiger-Müller counter，又譯：蓋革-牟勒計數器），是一種用於探測电离辐射的粒子探測器，通常用於探測α粒子和β粒子，也有些型號蓋格計數器可以探測γ射線及X射線。

## 构造及原理
盖革计数器是根据射线对气体的电离性质设计成的。其探测器（称“盖革管”）的通常结构是在一根两端用绝缘物质密闭的金属管内充入稀薄气体（通常是掺加了稀有气体，如氦、氖、氩等），在沿管的轴线上安装有一根金属丝电极，并在金属管壁和金属丝电极之间加上略低于管内气体击穿电压的电压。这样在通常状态下，管内气体不放电；而当有高速粒子射入管内时，粒子的能量使管内气体电离导电，在丝极与管壁之间产生迅速的气体放电现象，从而输出一个脉冲电流信号。
大部分蓋格管使用玻璃或金屬為材料，alpha射線無法穿透，所以只能測得beta、gamma、x射線。
有些蓋格管探測的窗口使用雲母薄片，由於只有幾微米的厚度，這類蓋格管幾乎不遮擋alpha射線，故能檢測alpha粒子。
盖革计数器也可以用于探测γ射线，但由于盖革管中的气体密度通常较小，往往在未被探测到时就已经對γ射線飽和，因此其对高能γ射线的探测灵敏度较低。在这种情况下，碘化钠闪烁计数器则有更好的表现。

## 历史
蓋格計數器最初是在1908年由德國物理學家漢斯·蓋革和著名的英国物理学家拉塞福在α粒子散射实验中，為了探測{\displaystyle \alpha }粒子而設計的。後來在1928年，蓋格又和他的學生米勒（Walther Müller）對其進行了改進，使其可以用於探測所有的電離輻射。
1947年，Sidney H. Liebson在其博士學位研究中又對蓋格計數器做了進一步的改進，使得蓋格管使用較低的工作電壓，並且顯著延長了其使用壽命。這種改進也被稱為“鹵素計數器”。
蓋格計數器因為其造價低廉、使用方便、探測範圍廣泛，至今仍然被普遍地使用於核物理學、醫學、粒子物理學及工業領域。

## 產品示例
- AVO METER SURVEY RADIAC